# 立花裕大
立花 裕大（たちばな ゆうた、1992年7月3日 - ）は、日本の俳優。神奈川県出身。
所属事務所はオレガ。

## 略歴
元々はジュニアアイスホッケーの選手をしており、2007年にアイスホッケーをテーマとした映画『スマイル 聖夜の奇跡』に出演しデビュー。役者になりたいという強い希望により、本作の監督である陣内孝則の個人事務所（ジェイ・オフィス）に籍を置くことになった。2014年、陣内の紹介でオスカープロモーションに移籍。
2017年度から『天才てれびくんYOU』に出演し、シリーズでは12代目の司会者を務めている。
2017年11月、オスカープロモーションが創立47年にして初となる男性エンターテイメント集団男劇団 青山表参道Xを結成し、そのメンバーとなる。
2020年6月30日に男劇団 青山表参道Xを卒業。芸能活動はオスカープロモーションにて継続。
2023年2月10日よりオレガ所属。
2023年5月30日に1st写真集『Ready,action』を発売。無類な映画好きということもあり、映画作品をモチーフにスーツや和装、髪を金色のスプレーで染めるなどし、様々な世界観を表現している。初版は2万部を突破した。
2024年1月18日より手書きで作成した『たちばなフォント』を無料配布開始。このフォントは商用利用可能となっており、ひらがな・カタカナ・英数字・一部記号に加え常用漢字を収録している。自身のファンクラブサイトでは、フォント作成のメイキング動画をフォント配布開始と同時に公開した。
2nd写真集『Dolce Vita』は初週1.5万部を売り上げ、2024年9月9日付オリコン週間 写真集ランキングで1位を獲得。
2025年1月、2月には自身のファンミーティングとしては過去最大規模となる大阪・東京・台湾でのアジアツアーが開催された。

## 人物
- 趣味はキャンプ[1]・植物（塊根）[1]・バイク[1]・サウナ[1]・料理[1]。
  - 塊根植物の中で特にパキポディウムグラキリス[注釈 1]が好きで、自宅に3株ある。[14]
  - 手作りの植木鉢に亀甲竜を植えて育てている。[15][16]
- バイクの中でも特に旧車にロマンを感じており、愛車はホンダ・CB750フォア‐II[17]。ジョセフと名付けている。[18]

## 出演

### テレビドラマ
- 菊次郎とさき（2007年、テレビ朝日）[19]
- 開局50周年記念ドラマスペシャル 警官の血「第二夜」（2009年、テレビ朝日）[19][20]
- 交渉人〜THE NEGOTIATOR〜 第2シリーズ 第1話・第2話（2009年、テレビ朝日） - 柴田弘樹 役[19][20]
- ブラック・プレジデント #02（2014年、関西テレビ）[19]
- 潜入捜査アイドル・刑事ダンス（2016年10月9日 - 12月25日、テレビ東京） - 出川てつや 役[19][20]
- 静おばあちゃんにおまかせ 第2話（2018年3月30日、テレビ朝日） - 村山刑事 役[19][20]
- ブラックスキャンダル（2018年、読売テレビ） - 稲沢晃 役[19][20]
- 頭取 野崎修平 第1話（2020年1月、WOWOW)[19]
- Clubキャッテリア〜ラグとラガ〜（2024年4月3日・10日、日本テレビ） - ラガマフィン 役[21]
- 青春ミュージカルコメディ oddboys（2024年6月27日 - 8月29日、テレビ東京） - 一本木雅也 役[22]

### バラエティドラマ
- 痛快TV スカッとジャパン（2015年6月8日、フジテレビ）[20]
- 天才てれびくんYOU（2017年 - 2019年、NHK)[19][7]

### その他のテレビ番組
- 究極の男は誰だ!?最強スポーツ男子頂上決戦（2017年9月28日、 TBS系列）[23]

### WEBドラマ
- フェイス -サイバー犯罪特捜班-（2017年、amazonプライム） - 小野達也 役
- ドラマサナギ（2020年、「岡宮来夢 project store」 OPEN記念特別ドラマ） - 脚本・監督・撮影・編集/田崎将也 役[24]
- ナナシ -第七特別死因処理課-（2023年、DMM TV【2.5次元的世界】オリジナルドラマ） - チョッキュー 役[25][26]
  - ナナシ -第七特別死因処理課- シーズン2（2024年、DMM TV【2.5次元的世界】オリジナルドラマ）[27]
- ピーマンチョコレートマーチ（2023年、DMM TV【2.5次元的世界】言劇） - チョコレート 役[28]

### 映画
- スマイル 聖夜の奇跡（2007年、陣内孝則監督・原案・脚本） - 猪谷昌也 役[29]
- 種まく旅人〜みのりの茶〜（2011年、塩屋俊監督）[29]
- トラウマ。〜日常に潜む恐怖をあなたに〜 第3編「今そこにある不条理とその熱情」（2024年、三木康一郎監督） - 主演[30]

### 舞台
2015年
- 菊次郎とさき（1月3日 - 2月28日）- 修平 役[31]

2018年
- 男劇団 青山表参道Ｘ旗揚げ公演『SHIRO TORA ～beyond the time～』（6月14日 - 17日、AiiA 2.5 Theater Tokyo）- 大村昌也 役[32]

2019年
- 男劇団 青山表参道Ｘ第2回公演『ENDLESS REPEATERS –エンドレスリピーターズ-』（7月20日 - 28日、品川プリンスホテル クラブeX）- 小鳥遊克郎 役[33]

2020年
- ミュージカル『刀剣乱舞』静かの海のパライソ（3月21日 - 3月26日[注釈 2]、天王洲 銀河劇場）- 豊前江 役[35]
- 5 Guys Shakespeare - Act1 :[ HAMLET ] （11月19日 - 23日、品川プリンスホテル ステラボール）[36][37]

2021年
- ミュージカル『刀剣乱舞』五周年記念 壽 乱舞音曲祭（1月9日 - 23日、東京ガーデンシアター）- 豊前江 役[38]
- ミュージカル『刀剣乱舞』東京心覚（3月7日 - 5月23日、TOKYO DOME CITY HALL 他）- 豊前江 役[39][40]
- 恋を読む inクリエ『逃げるは恥だが役に立つ』（8月12日・15日、シアタークリエ）- 風見涼太 役[41][42]

- ミュージカル『刀剣乱舞』静かの海のパライソ2021（9月27日 - 11月25日、TOKYO DOME CITY HALL 他）- 豊前江 役[43]
- 迷宮歌劇『美少年探偵団』（12月31日 - 2022年1月10日、天王洲 銀河劇場）- 咲口長広 役[44]

2022年
- 『ブルーピリオド』The Stage（3月25日 - 4月3日、天王洲 銀河劇場）- 恋ヶ窪 役[45]

- ミュージカル『刀剣乱舞』真剣乱舞祭 2022（5月8日 - 6月26日、サンドーム福井 他）- 豊前江 役[46]
- 舞台『ゲゲゲの鬼太郎』（7月29日 - 8月15日、明治座 / 8月19日 - 28日、梅田芸術劇場 メインホール）- タケル 役[47]
- 方南ぐみ企画公演 朗読劇『青空』（11月2日・9日、銀座博品館劇場）[48]

- ミュージカル『刀剣乱舞』江おんすていじ 新編 里見八犬伝（12月11日 - 2023年1月22日、日本青年館 他）- 豊前江 役[49]

2023年
- 特殊ミステリー歌劇『心霊探偵八雲』-思考のバイアス-（3月2日 - 21日、Mixalive TOKYO Theater Mixa）- 後藤和利 役[50]
- 朗読活劇 信長を殺した男 2023（4月27日 - 30日、東京芸術劇場 シアターウエスト）- 織田信長 役（チーム桔梗）[51]
- Stray Cityシリーズ『Club キャッテリア』（5月12日 - 21日、品川プリンスホテル ステラボール）- ラガマフィン 役[52]
- CONTEMPORARY STAGE ケイ×ヤク（7月13 - 23日、Mixalive TOKYO Theater Mixa）- 主演・国下一狼 役（W主演）[53]

- ミュージカル『刀剣乱舞』㊇ 乱舞野外祭（9月17日 - 24日、富士急ハイランド・コニファーフォレスト）- 豊前江 役[54]
- 舞台『ナナシ-第七特別死因処理課-』（10月27日 - 11月5日、天王洲 銀河劇場）- 主演・チョッキュー 役[55]

- ミュージカル『刀剣乱舞』江おんすていじ ぜっぷつあー（12月20日 - 2024年1月18日、Zepp Nagoya 他）- 豊前江 役[56]

2024年
- 舞台『桃源暗鬼』（2月17日 - 25日、天王洲 銀河劇場 / 2月29日 - 3月3日、梅田芸術劇場シアター・ドラマシティ）- 無陀野無人 役[57]
- 悪童会議 第二回公演 ミュージカル『夜曲〜ノクターン〜』（5月4日 - 12日、品川プリンスホテル ステラボール）- 主演・田村十五 役（W主演）[58]
- Stray Cityシリーズ『Club ドーシャ』（8月1日 - 12日、IMM THEATER / 8月15日 - 18日、サンケイホールブリーゼ）- ラガマフィン 役[59]
- ミュージカル『刀剣乱舞』祝玖寿 乱舞音曲祭（10月5日 - 12月1日、サンドーム福井 他）- 豊前江 役
- 舞台『ハンドレッドノート〜暗闇に消えた月〜』（10月9日、品川プリンスホテル クラブeX）- 日替わりゲスト[60]
- 朗読活劇 信長を殺した男 2024（12月5日 - 8日、銀座博品館劇場）- 織田信長 役（桔梗チーム）[61]
- R-System Cue.01『Birdman』（12月14日、浅草花劇場）- 日替わりゲスト[62]

2025年
- 舞台『桃源暗鬼』-練馬編-（1月4日 - 19日、天王洲銀河劇場）- 無陀野無人 役[63]
- 迷宮歌劇『続・美少年探偵団』（3月3日 - 9日、天王洲 銀河劇場 / 3月14日 - 16日、サンケイホールブリーゼ）- 咲口長広 役[64]
- ミュージカル『刀剣乱舞』江おんすていじ ぜっぷつあー りぶうと（5月3日・4日、Zepp Diver City TOKYO / 5月9日・10日、Zepp Kuala Lumpur / 5月13日 - 15日、Zepp Namba / 5月22日 - 29日、Zepp Haneda） - 豊前江 役[65][66]
- 朗読劇『あの花が咲く丘で、君とまた出会えたら。』（7月4日、シアター1010） - 彰 役[67]
- ミュージカル『刀剣乱舞』目出度歌誉花舞（7月29日・30日、東京ドーム）- 豊前江 役[68]
- 舞台『呪術廻戦』-懐玉・玉折-（8月22日 - 31日、天王洲 銀河劇場 / 9月5日 - 7日、SkyシアターMBS） - 七海健人 役[69]
- 大逆転！戦国武将誉賑（9月20日 - 10月19日、明治座 / 11月8日 - 24日、新歌舞伎座） - 伊達政宗 役[70][71]

2026年
- 悪童会議 第四回公演 ミュージカル『夜曲～ノクターン～』（6月 - 7月、シアターH）- 主演・田村十五 役（W主演）[72]

### CM
- 武田コンシューマーヘルスケア「アリナミン」（2014年）
- LINE MUSIC「シェア篇」（2015年）
- ウエルシア薬局（2015年）
- 明光義塾スチール（2015年）
- アサヒビールWilson トニック 350（2015年）
- ドミノピザ（2016年）
- ファミリーマート クリスマスチキン篇（2016年）
- NECパーソナルコンピュータ 2016秋冬カタログ （2016年）
- ユニクロ 年末年始キャンペーン スチール（2016年）
- クスリのアオキ（2019年）- 150周年広報課長 [73]

### MV
- 鈴木マリア「Rose Voice」（2014年）[74]
- ソナーポケット「Good bye 大切な人。」（2015年）

### イベント
- 立花裕大 Birthday Event 2021（2021年7月3日、全電通労働会館）[75]
- 立花裕大 Event 2022（2022年2月11日、有楽町朝日ホール）[76]
- 立花裕大 Birthday Event 2022（2022年7月3日、新都市ホール）[77]
- 立花裕大 FCイベント2023（2023年3月25日、有楽町マリオン朝日ホール）[78]
- 立花裕大 1st写真集『Ready,action』発売記念イベント（2023年4月1日、HMV&BOOKS SHINSAIBASHI / 2023年4月2日、アニメイト大阪日本橋 / 2023年4月8日、HMV&BOOKS SHIBUYA / 2023年4月9日、animate hall WHITE / 2023年5月27-28日、全電通労働会館）
- 立花裕大 Birthday Event 2023（2023年7月1日、新都市ホール）[79]
- 立花裕大 FANMEETING TOUR 2024（2024年3月30日、朝日生命ホール / 2024年3月31日、大濠公園能楽堂 / 2024年4月7日、山野ホール）
- 立花裕大カレンダー2024『花鳥風月』販売記念ミート&グリートイベント（2024年5月25日 - 26日、PLAT SHIBUYA）
- 立花裕大 BIRTHDAY EVENT 2024（2024年6月29日、朝日生命ホール / 2024年6月30日、西鉄ホール / 2024年7月7日、日本教育会館 一ツ橋ホール）
- 立花裕大 2nd写真集『Dolce Vita』発売記念イベント（2024年9月7日 - 8日、アニメイト池袋本店 / 2024年9月15日、アニメイト大阪日本橋 / 2024年11月4日、アニメイト池袋本店）
- 立花裕大 FANMEETING ASIA TOUR 2025（2025年1月25日、朝日生命ホール / 2025年2月1日 - 2日、昭和大学上條記念館 上條ホール / 2025年2月9日、国立台湾芸術教育館 南海劇場）
- 立花裕大カレンダー2025『逍遥日和』リアルハイタッチミーグリイベント（2025年3月29日 - 30日、レンタルスペースさくら恵比寿南）
- 立花裕大BIRTHDAY EVENT 2025（2025年6月28日・29日、昭和大学上條記念館 /2025年7月12日、先斗町歌舞練場 / 2025年7月13日、ハイアットリージェンシー京都）
- 立花裕大 短編映像企画スタートアップイベント（2025年8月10日、浜離宮朝日ホール・小ホール）

#### その他出演イベント
- ミュージカル『刀剣乱舞』- 豊前江 役
  - 2021 FNS歌謡祭 第1夜（2021年12月8日、フジテレビ系）[80]
  - フジテレビ オダイバ!!超次元音楽祭 -ヨコハマからハッピーバレンタインフェス2022-（2022年2月13日、ぴあアリーナMM）[81]
  - フジテレビ オダイバ!!超次元音楽祭 -ヨコハマからハッピーバレンタインフェス2023-（2023年2月11日、ぴあアリーナMM）[82]
- 太田基裕『もっくんの部屋 トークイベント2022』第2部（2022年10月10日、横浜ランドマークホール）[83] - ゲスト出演
- ACTORS☆LEAGUE 
  - in Basketball 2022（2022年10月11日、東京体育館）[84][85]
  - in Baseball 2023（2023年7月3日、東京ドーム）[86]
  - in Basketball 2023（2023年10月11日、東京体育館）[87]
  - in Basketball 2024（2024年9月3日、東京体育館）
- RAITA DARAKE #002 DAY（2022年9月23日、横浜YTJホール）[88] - ゲスト出演
- 福井巴也バースデー&ファースト写真集発売記念トークイベント 東京2部（2023年1月29日、浜離宮朝日ホール 小ホール）[89] - ゲスト出演
- 笹森裕貴バースデーイベント2023 -笹森からの挑戦状- 東京2部（2023年6月17日、品川インターシティーホール）[90] - ゲスト出演
- 牧島輝バースデーイベント 2023 大阪1部、2部（2023年7月30日、COOL JAPAN PARK OSAKA TTホール）[91] - ゲスト出演
- Yojiro Itokawa 1st FAN meeting 『From Here』 東京2部（2023年10月1日、有楽町朝日ホール）- ゲスト出演
- MAMA'SNIGHT #003 -DAY-（2023年10月8日、TIAT SKYHALL）- ゲスト出演
- 石川凌雅 Birthday Event 2023 2部（2023年10月9日、NEW PIER HALL）- ゲスト出演

- オーケストラ・アンサンブル金沢 第17回能美市ファミリーコンサート（2023年12月10日、能美市根上総合文化会館 音楽ホール タント）- ゲスト出演[92]
- 加藤大悟 BIRTHDAY EVENT2024 #だいごの日 大阪2部（2024年9月14日、TEMPO HARBOR THEATER）- ゲスト出演
- 松島勇之介 28th Birthday Event～最近大人っぽいって言われなくなったのは何でだろう…28歳になりました!!!～ 2部（2024年12月8日、新都市ホール）- ゲスト出演
- 田中涼星 Birthdayイベント2024 第1部（2024年12月20日、浜離宮朝日ホール・小ホール）- ゲスト出演
- 「笹森裕貴Xmasevent2024～Happy Christmas～」第1部（2024年12月21日、ベルサール新宿セントラルパーク）- ゲスト出演
- 福井巴也 Birthday Event2025 東京2部（2025年1月26日、TIAT SKYHALL）

### ネット配信
- 立花裕大チャンネル（2020年1月 - 2023年2月）[93][94]
- 笹森裕貴の『ささスタ』誕生日スペシャル生放送 3部ゲスト（2020年6月21日、ニコニコチャンネル）[95]
- 『SUIチャンネル』vol.22【田村升吾 23rd BIRTH DAY 特別番組 】ゲスト（2021年5月30日、ニコニコチャンネル）[96]
- マーダーミステリーシアター（総合演出：三木康一郎）
  - 『演技の代償』Replay（2021年7月19日、SPWN）[97]
  - 『裏切りの晩餐』（2021年12月15日、SPWN）[98]
- アクターズリーグ☆パーティー（ABEMA）
  - ～俺たち…「バスケがしたいです！」～（2022年9月26日）[99]
  - 後夜祭 ～東京体育館でバスケしちゃったよSP～（2022年10月11日）
- 笹森裕貴のON⇔OFF（2023年9月20日 - 、DMM TV 他）[100]
- 舞台ナナシ開幕記念！スペシャルキャスト座談会 （2023年10月27日、DMM TV）[101]

## 書籍

### 写真集
- Ready,action（2023年5月30日、イーネット・フロンティア）[10] ISBN 9784862059581
- Dolce Vita（2024年9月3日、インディペンデントワークス）[12]